# Новлін Вільямс
Новлін Вільямс  (англ. Novlene Williams; нар. 26 квітня 1982) — ямайська легкоатлетка, олімпійська медалістка, чемпіонка світу, чемпіонка Ігор Співдружності.

## Виступи на Олімпіадах
| Олімпіада   | Дисципліна              | Місце     |
| ----------- | ----------------------- | --------- |
| Афіни 2004  | біг на 400 метрів       | 3 h3 r2/3 |
| Афіни 2004  | естафета 4 x 400 метрів | 3         |
| Пекін 2008  | біг на 400 метрів       | 3 h2 r2/3 |
| Пекін 2008  | естафета 4 x 400 метрів | 2         |
| Лондон 2012 | біг на 400 метрів       | 5         |
| Лондон 2012 | естафета 4 x 400 метрів | 3         |
| Ріо 2016    | естафета 4 x 400 метрів | 2         |